# Pontella spinipes
Pontella spinipes är en kräftdjursart som beskrevs av Giesbrecht 1889. Pontella spinipes ingår i släktet Pontella och familjen Pontellidae. Inga underarter finns listade i Catalogue of Life.